# Wielki Joe
Wielki Joe (ang. Mighty Joe Young) – amerykański film przygodowy z 1998 roku w reżyserii Rona Underwooda.

## Obsada
| Postać                 | Aktor               | Polski dubbing     |
| ---------------------- | ------------------- | ------------------ |
| Gregory „Gregg” O'Hara | Bill Paxton         | Andrzej Nejman     |
| Jill Young             | Charlize Theron     | Agnieszka Sitek    |
| Młoda Jill Young       | Mika Boorem         | Maria Niewiarowska |
| Andrei Strasser        | Rade Šerbedžija     | Adam Ferency       |
| Garth                  | Peter Firth         | Artur Żmijewski    |
| Cecily Banks           | Regina King         | Ewa Kasprzyk       |
| Harry Ruben            | David Paymer        | Andrzej Grabarczyk |
| Pindi                  | Naveen Andrews      | Robert Rozmus      |
| Kweli                  | Robert Wisdom       | Marcin Troński     |
| Elliot Baker           | Lawrence Pressman   | Marek Barbasiewicz |
| Ruth Young             | Linda Purl          | Katarzyna Pawlak   |
| Jack                   | Christian Clemenson | Jacek Kopczyński   |
| Vern                   | Geoffrey Blake      | Tomasz Bednarek    |

## Nagrody i nominacje

### Oscary za rok 1998
- Najlepsze efekty specjalne – Rick Baker, Hoyt Yeatman, Allen Hall, Jim Mitchell (nominacja)

### Nagrody Saturn 1998
- Najlepsze efekty specjalne – Rick Baker, Hoyt Yeatman, Allen Hall, Jim Mitchell (nominacja)
- Najlepsza aktorka drugoplanowa – Charlize Theron (nominacja)